# Mogzon
Mogzon – osiedle typu miejskiego w Rosji, w Kraju Zabajkalskim. W 2010 roku liczyło 3856 mieszkańców.